# Odontocarya tripetala
Odontocarya tripetala är en tvåhjärtbladig växtart som beskrevs av Friedrich Ludwig Diels. Odontocarya tripetala ingår i släktet Odontocarya och familjen Menispermaceae. Inga underarter finns listade i Catalogue of Life.